# Qāʿidat al-Qayyāra al-dschawwiyya

i7
i11
i13
Qāʿidat al-Qayyāra al-dschawwiyya (arabisch قاعدة القيارة الجوية, DMG Qāʿidat al-Qayyāra al-ǧauwīya ‚Luftwaffenbasis al-Qayyara‘, IATA-Code: RQW, ICAO-Code: ORQW) heißt eine in den 1970er Jahren errichtete Basis der irakischen Luftwaffe 20 km westlich von Qayyarah. Sie liegt etwa 16 Kilometer westlich des Tigris, 60 km südlich von Mossul und etwa 300 km nördlich von Bagdad.
Die Basis wurde 2014 vom IS besetzt. Sie wurde von der irakischen Armee am 9. Juli 2016 zurückerobert und am 21. Oktober 2016 wieder in Betrieb genommen. Die östliche Start- und Landebahn (16/34) wurde dauerhaft geschlossen.
Die westliche Start- und Landebahn (15/33) wurde schwer beschädigt. Für die Nutzung durch Lockheed C-130 wurde eine 1444 m × 18 m große Landezone auf der Piste hergerichtet.
Am 20. September 2016 schlug eine durch den IS abgeschossene Senfgasgranate auf dem Stützpunkt ein, wobei keine Opfer bekannt wurden.